# قطعنامه ۲۱۱۴ شورای امنیت
قطعنامه ۲۱۱۴ شورای امنیت سازمان ملل متحد سندی بین‌المللی دربارهٔ وضعیت در قبرس، تمدید مأموریت نیروهای حافظ صلح سازمان ملل مستقر در قبرس است. این قطعنامه طی نشست شورای امنیت سازمان ملل متحد در تاریخ ۳۰ ژوئیه ۲۰۱۳ میلادی با ۱۳ رأی موافق، ۲ مخالف و ۰ ممتنع به تصویب رسید.